# 獅子王 (刀)
獅子王（ししおう）是一把日本刀（太刀），據稱是在平安时代製造的。這把刀身和外殼已被指定為日本的重要文化財，現存於東京國立博物館。

## 沿革
獅子王被視為來自平安時代末期（即12世紀末，相當中國南宋前、中期）的大和刀工之作。然而關於刀工的姓名有多種說法，例如作者不詳的《古今銘盡大全》（慶長16年）、仰木伊織著《古刀銘盡大全》（寬政3年）以及大西義方的《以呂波部類 古今刀剣銘盡》（文政10年）、豊後定秀《享保名物帳》提及「備前實成」等不同的說法。
「獅子王」是這把刀身上的「號」，刀身本身沒有銘文。據《源平盛衰記》所述，這把刀也被稱為「獅子王丸」。1971年6月22日，這把刀身和外殼一起被指定為日本的重要文化財。指定名稱是刀身為「太刀 無銘」，而外殼則為「黒漆太刀拵」，其中，外殼的指定是本指定，而非附加指定。
《田村三代記》的末尾插入了相當於屋代本《平家物語》和《源平盛衰記》中的「劍之卷」部分，其中渡邊本《田村三代記》的「劍之卷」中，有這樣的故事：作為鈴鹿御前的遺物，大通連和小通連被委託給坂上田村丸，他們請求田村丸讓他們登上天空，並將三明之劍打造成三把黑金劍，分別是阿座丸、獅子丸和友切丸。
此外，《平家物語》和《源平盛衰記》都曾提及到，獅子王在傳說是為了殺死鵺而從天皇那裡授予源賴政的恩賞。這把刀傳承到頼政的後代，即但馬國竹田城的城主斎村政廣手中，但是政廣在關原之戰中焚燒了鳥取城，因此被德川家康下令切腹，刀也被沒收。之後，獅子王被德川家康賜給了被認為是頼政後代的土岐賴次。代代相傳的獅子王最後在明治時代獻給了皇室，並由此回到了它的原主之手。現在東京國立博物館所收藏的刀被認為是這把刀，然而，日本刀研究學家福永醉劍認為，由於獅子王最初是由天皇下賜的，所以它應該是一把飾太刀，而東京國立博物館所收藏的武器，可能不是真正的刀。

1871年（明治4年），八田知紀撰寫了《薩隅日地理纂考》，曾記載了關於另一把獅子王的傳說，與土岐家所傳的版本不同。大隅舊族廻氏被視為是源頼政的後代，因而傳承了被用於退治鵺的金剛劍，和其獎賞的獅子王。 1673年（寛文13年），廻頼次將這兩把劍獻給了位於福山市宮浦宮。不過，福永認為這把金剛劍和獅子王也很難認定為真品。

## 刀

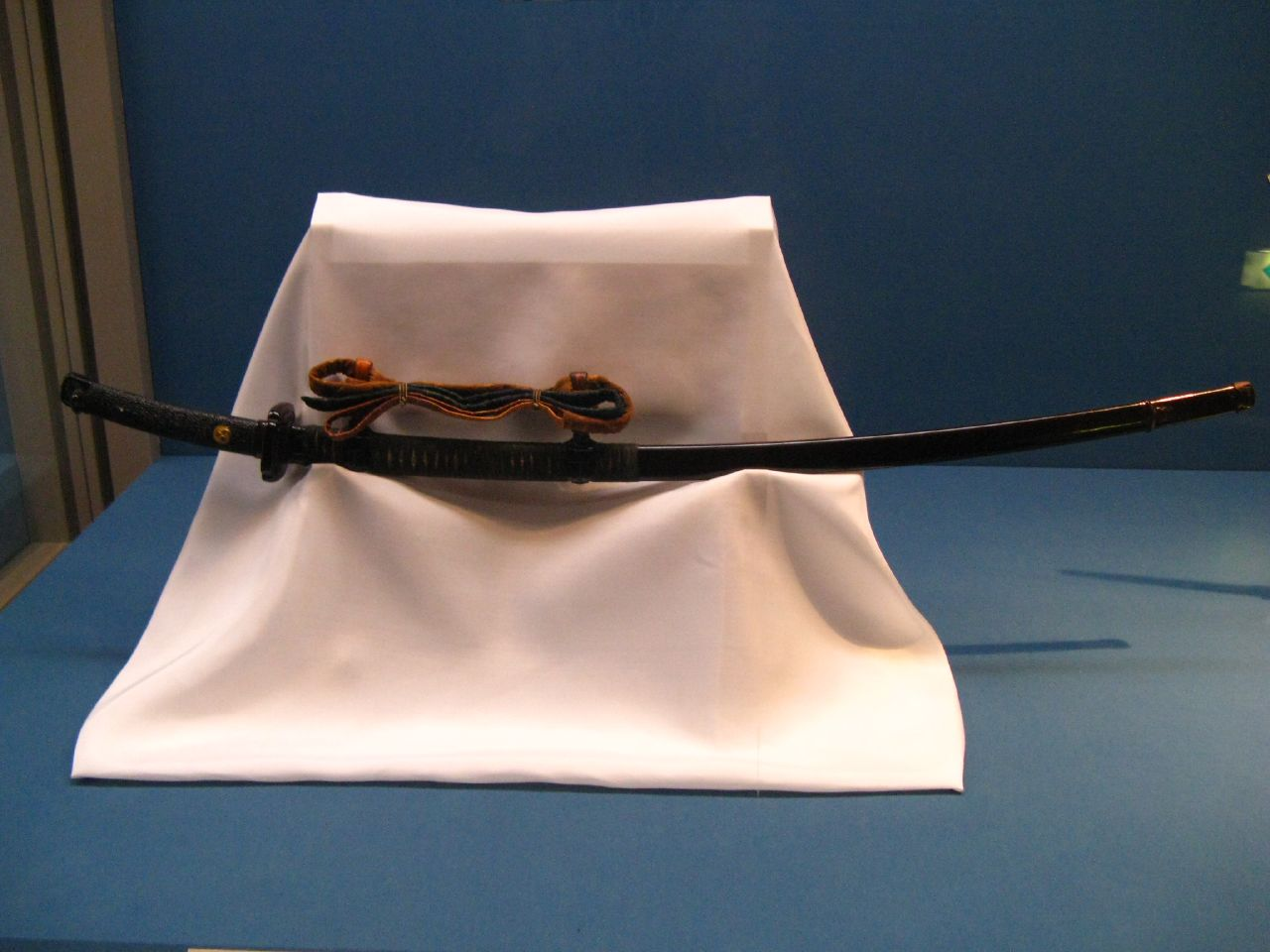
黒漆太刀拵

獅子王長約77.3厘米，反彎度約2.7厘米，鎬高而寬，腰部反彎度高，切先向上彎曲。其刃部厚度較薄，刀身寬度較窄，整體而言比同時代的太刀還要小。有些資料指出當源頼政獲贈此刀時，它是一把三尺五分五寸（約102.5厘米）的大太刀。因此，一些解釋認為現在的刀身是在經過磨砍處理後大幅度磨損了。由於刃部非常厚，且在後世的時候也沒有重新修整過。因此也存有獅子王可能不是一把小太刀，而是製作時就是一把大小適中的太刀的可能性。

### 外裝
獅子王外裝是一柄採用黑漆塗繡線捲太刀樣式的太刀拵，和刀身一起保存至今。和一般常見的太刀拵相比，其足金第一腳和第二腳之間的距離非常寬闊，鞘、柄和大切羽附的木瓜形練革鍔以及山金製的金屬部件全都涂上了黑漆，鞘上捲有黃底錦緞，用深藍色線捲纏繞。
柄目前裸露的鮫魚皮涂有黑漆，是黑漆掛出鮫柄，但在過去被認為柄上應該有與鞘相同的底色錦和柄捲。目貫上有銀製的丸目貫，並刻有金色鍍金的紋樣。除了刀身和外觀，當前的外裝還有橙色錦包的太刀繩作為配件。
刀被稱為「號 獅子王」，儘管保留了最初的外觀。然而就鞘的渡巻和下地錦部分而言，相對於施了黑漆的部分並沒有太多的年代變化，如果考慮到與現代傳世的同時代太刀拵相比，如果這是一把實用的實戰太刀，可能不會使用糸巻或下地錦等樣式，因此有人認為，除了目貫之外，渡巻和下地錦都是後來所增加的。

## 複製品
為了平定鳥取城之亂期間，焚毀城下町被下令切腹的政廣名譽，日本民間曾成立了「弔念赤松廣秀執行委員會」，該委員會透過眾籌募集資金，不過其資金募集超過了目標約300萬日元，共籌集了381萬日元。據報導，這得益於2015年推出的電子遊戲《刀劍亂舞》，該遊戲中出現了以獅子王為原型的刀劍男性角色，甚至進一步推動了「刀劍女子」的風潮。
獅子王的復刻品由活躍於佐用町的刀匠高見國一製作，於2018年4月奉獻給竹田城遺址。此外，在2019年4月29日舉行的第40屆頼政祭上，該刀還被供奉在兵庫縣西脇市高松町的長明寺前的賴政墳前。

## 外部連結
- 東京国立博物館所藏『太刀　無銘（号獅子王）　黒漆太刀』 - e國寶
- 太刀〈無銘／〉 - 國指定文化財（文化廳） （页面存档备份，存于）
- 黒漆太刀拵 - 國指定文化財（文化廳） （页面存档备份，存于）